# Many (województwo mazowieckie)
Many – wieś sołecka w Polsce położona w województwie mazowieckim, w powiecie piaseczyńskim, w gminie Tarczyn. 
Ewolucja nazwy wsi jest zaświadczona w źródłach w następujących formach (w nawiasie data): Many (1427), Mani (1446, 1462, 1517), Many (1580), Manny (1783), Many (1827 i współcześnie). Pochodzi ona od nazwy osobowej Man w formie liczby mnogiej.
Wieś szlachecka położona była w drugiej połowie XVI wieku w powiecie tarczyńskim ziemi warszawskiej województwa mazowieckiego.
Około roku 1885 Many liczyły 16 domów zamieszkanych przez 80 osób. Były ośrodkiem dóbr Many, składających się z wsi Many, Sucha Struga i Julianów oraz folwarków Many i Sucha Struga. Folwark Many miał wówczas 1058 mórg, z czego 676 mórg pól ornych i ogrodów, 70 mórg łąk, 73 morgi pastwisk i 211 mórg lasu, a nieużytki i place zajmowały 28 mórg. Stało w nim 7 budynków murowanych i 13 drewnianych. Sama wieś Many miała 9 gospodarstw i łącznie 62 morgi gruntów. Many należały wówczas do powiatu grójeckiego, gminy Komorniki i parafii Tarczyn.
W latach 1975–1998 miejscowość administracyjnie należała do województwa warszawskiego.
We wsi znajduje się zabytkowy zespół dworsko-parkowy, którego elementami są murowany dworek, zabudowania dworskie, dom rządcy, park i stawy, nr rejestru 1450/A/90. Status zabytku nadano mu decyzją KL VIII/1450-A/2623/90 z dnia 5 grudnia 1990. Budynek dworu zaczął stawiać w 1928 roku na swój własny użytek  architekt Tadeusz Tołwiński, wykorzystując fundamenty i piwnice dawnego dworu; nie został on jednak ukończony.  Zmieniał kilkukrotnie właścicieli, by w 1989 roku przejść generalny remont. Przez wiele lat kręcono w nim sceny serialu do serialu "Złotopolscy". Kolejni właściciele rozebrali budynek pod pretekstem złego stanu technicznego obiektu, bez konsultacji z Urzędem Konserwatorskim. Wydał on następnie nakaz  rekonstrukcji zabytku. W 2009 roku sprawa ta była w toku. W roku 2019 dwór funkcjonował jako hotel. 